# Троє з пекла
«Троє з пекла» — американський фільм жахів 2019 року режисера Роба Зомбі. Продовження фільмів «Будинок 1000 трупів» 2003 року та його сиквела «Вигнані дияволом» 2005 року. Прем'єра відбулася 16 вересня в США.

## Сюжет
Після того, як ледь переживши люту перестрілку з поліцією, «Крихітка» Файрфлай, Отіс Дріфтвуд і Капітан Сполдінг опиняютьс за гратами. Але чисте зло не може бути стримане. Об'єднавшись зі зведеним братом Отіса Вінслоу «Фоксі» Колтрейн, божевільний клан Файрфлай повернувся, щоб розв'язати нову хвилю смерті і розпусти. Вогняний шторм вбивства, божевілля і хаосу буде розв'язаний в цій жахливій поїздці в пекло і назад.

## У ролях
- Білл Мослі — Отіс Б. Дріфтвуд
- Шері Мун Зомбі — Віра-Еллен «Крихітка» Файрфлай
- Сід Хейг — Капітан Сполдінг[1]
- Річард Брейк — Вінслоу Фоксворт «Фоксі» Колтрейн
- Денні Трехо — Рондо[2]
- Ді Воллес — Грета[3][4]
- Деніел Робук — Морріс Грін[5]
- Джефф Деніел Філліпс — Ворден Верджіл Даллас Гарпер[6]
- Панчо Молер — Себастіан
- Джекі С. Гарсіа — Принцеса
- Білл Оберст мол. — Тоні Коммандо
- Остін Строкер — Ерл Гібсон[7]
- Еміліо Рівера — Акваріус[8]
- Клінт Говард — містер Бегг Брітчес[9][10]